# رابرت موری
رابرت موری (انگلیسی: Robert Morey؛ ۲۳ اوت ۱۹۳۶ – ۱۸ ژانویهٔ ۲۰۱۹) قایقران روئینگ اهل ایالات متحده آمریکا بود.
وی در مسابقات کشوری و بین‌المللی در مجموع برندهٔ ۱ مدال طلا شده‌است.